# Mașa Rasputina
Mașa Rasputina (în rusă: Маша Распутина; nume real: Alla Nikolaevna Agheeva, în rusă А́лла Никола́евна Аге́ева; n. 13 mai 1965, Urop, regiunea Kemerovo, Rusia) este o cântăreață rusă de muzică pop, cunoscută pentru vocea sa puternică și stilul scenic extravagant. Mai multe piese din repertoriul său au devenit șlagăre în Rusia și spațiul CSI. Până în prezent, a lansat opt albume de studio.

## Viața personală
Prima dată a fost căsătorită cu Vladimir Ermakov (Владимир Ермаков), cu care are o fiică pe nume Lidia (n. 1985).
Din 1999 este căsătorită cu Viktor Zaharov (Виктор Евстафьевич Захаров), om de afaceri și producător, cu care are o fiică pe nume Maria (n. 8 septembrie 2000).

## Discografie

### Albume
- Городская сумасшедшая (Fata nebună a orașului, 1991)[8]
- Я родилась в Сибири (M-am născut în Siberia, 1993)
- Синий понедельничек (Lunea albastră, 1994)
- Я была на Венере (Eu am fost pe Venus, 1995)
- Ты меня не буди (Nu mă trezi, 1999)
- Поцелуй меня при всех (Sărută-mă în public, 2000)
- Живи, страна! (Să trăiești, țara mea!, 2001)
- Роза чайная (Trandafir de ceai, 2003)
- Маша Распутина. The Best (Mașa Rasputina: The Best, compilație, 2008)[9]

## Videografie
- 1989 — Играй, музыкант![10] (Cântă, muzicantule!)
- 1989 — Городская сумасшедшая
- 1989 — Я и ты (Eu și tu)
- 1990 — Я останусь с тобой
- 1990 — Клава
- 1991 — Тараканы
- 1991 — Белый Мерседес
- 1993 — Шарманщик
- 1995 — Беспутная
- 1995 — Ах, Одесса
- 1996 — Хулиганчики
- 1998 — Ты упал с луны
- 1998 — Ты меня не буди
- 1999 — Платье из роз
- 2003 — Дождь сумасшедший
- 2003 — Роза чайная
- 2003 — Мечта
- 2004 — Мосты
- 2005 — Джалма

### În clipurile altor interpreți
- 1990 — Магдалена (de Filip Kirkorov)

## Filmografie
- 1990 — «Подземелье ведьм» (Podzemelie ved'm; regizor Iuri Moroz) — interpreta piesei de încheiere a filmului «Я и Ты». Piesa a fost inclusă în albumul de debut «Городская сумасшедшая»